# Wyliea chrysauges
Wyliea chrysauges là một loài ruồi trong họ Asilidae. Wyliea chrysauges được Osten-Sacken miêu tả năm 1887. Loài này phân bố ở vùng Tân nhiệt đới.